# Biologisk pas
Biologiske pas, populært kaldet blodpas, er et system der er udviklet af det internationale cykelforbund UCI i samarbejde med det uafhængige anti-dopingforbund WADA, og er indført som et virkemiddel i kampen mod doping i cykelsporten.
Passene er i realiteten en medicinsk profil for hver enkelt rytter som indeholder dennes resultater af alle aflagte dopingprøver over en vis periode. Profilerne fortæller ikke hvad en rytter eventuelt har misbrugt, men viser om blodværdierne er blevet ændret på ulovlig vis. Eftersom der ikke findes nogen direkte metode til at spore blodtransfusioner, er ændringer i blodværdier over tid den eneste måde at afsløre bloddoping på.
Profilen kan dermed danne grundlag for diciplinærsager uden at der er fundet spor af ulovlige præparater. Passene gælder som udgangspunkt kun for blodmanipulering, men kan også afsløre steroidmisbrug. Test af væksthormoner afventer godkendelse fra WADA.
Alle professionelle ryttere er underlagt programmet og er pligtige til at aflægge blod- og urinprøver under konkurrencer, træning og forberedelser, året rundt også udenfor sæsonen. Disse tests tages uden varsel, og rytterne er pligtige til at oplyse hvor de befinder sig til enhver tid.

## Eksterne kilder og henvisninger
1. ↑  "- Biologiske pass livsviktig for kampen mot doping" (norsk). dagbladet.no. 2009-06-18. Hentet 2009-07-03.

- UCI